# Crystal della strada
Crystal della strada ("Solace of the road") è un romanzo di Siobhan Dowd pubblicato nel 2009.

## Trama
Holly Hogan è una tredicenne affidata ai servizi sociali che vive da tempo in un istituto per minori di Londra. Il romanzo è ricco di riferimenti espliciti o impliciti a brani musicali. Per questo motivo uovonero, l'editore italiano del testo, ha creato una possibile colonna sonora su Spotify.
Dopo essere stata affidata a una coppia senza figli, Fiona e Ray, il desiderio di Holly di incontrare sua madre cresce, e perciò decide di fuggire per andarla a cercare in Irlanda. Prima della fuga, Holly trova in casa dei suoi genitori adottivi una parrucca bionda: quando la indossa, Holly diventa Crystal l'inarrestabile, la ragazza con qualche anno di più, scaltra e sicura di sé.
Parte così per l'Irlanda, iniziando un viaggio che è anzitutto un viaggio nel passato e nella propria identità.